# باشگاه ورزشی اولیاننسه
باشگاه ورزشی اولیاننسه (به پرتغالی: S.C. Olhanense) (تلفظ پرتغالی:[ˈspɔɾtĩɡ ˈklub(ɨ) oʎɐˈnẽs(ɨ)]) یک باشگاه ورزشی در کشور پرتغال است که در شهر اولیاو در الگاروه مستقر است. 
تیم فوتبال این باشگاه در ۲۷ آوریل ۱۹۱۲ تاسیس شد و در حال حاضر در سطح سوم از لیگ‌های فوتبال پرتغال بازی می‌کند. بازی‌های خانگی این تیم در ورزشگاه ژوزه آرکانژو با ۵٬۶۶۱ صندلی ظرفیت برگزار می‌شود. اولیاننسه در سال ۱۹۲۴ قهرمان جام حذفی فوتبال پرتغال شد که بزرگترین افتخار تاریخ این تیم است.